# Verleihung des Nestroy-Theaterpreises 2015

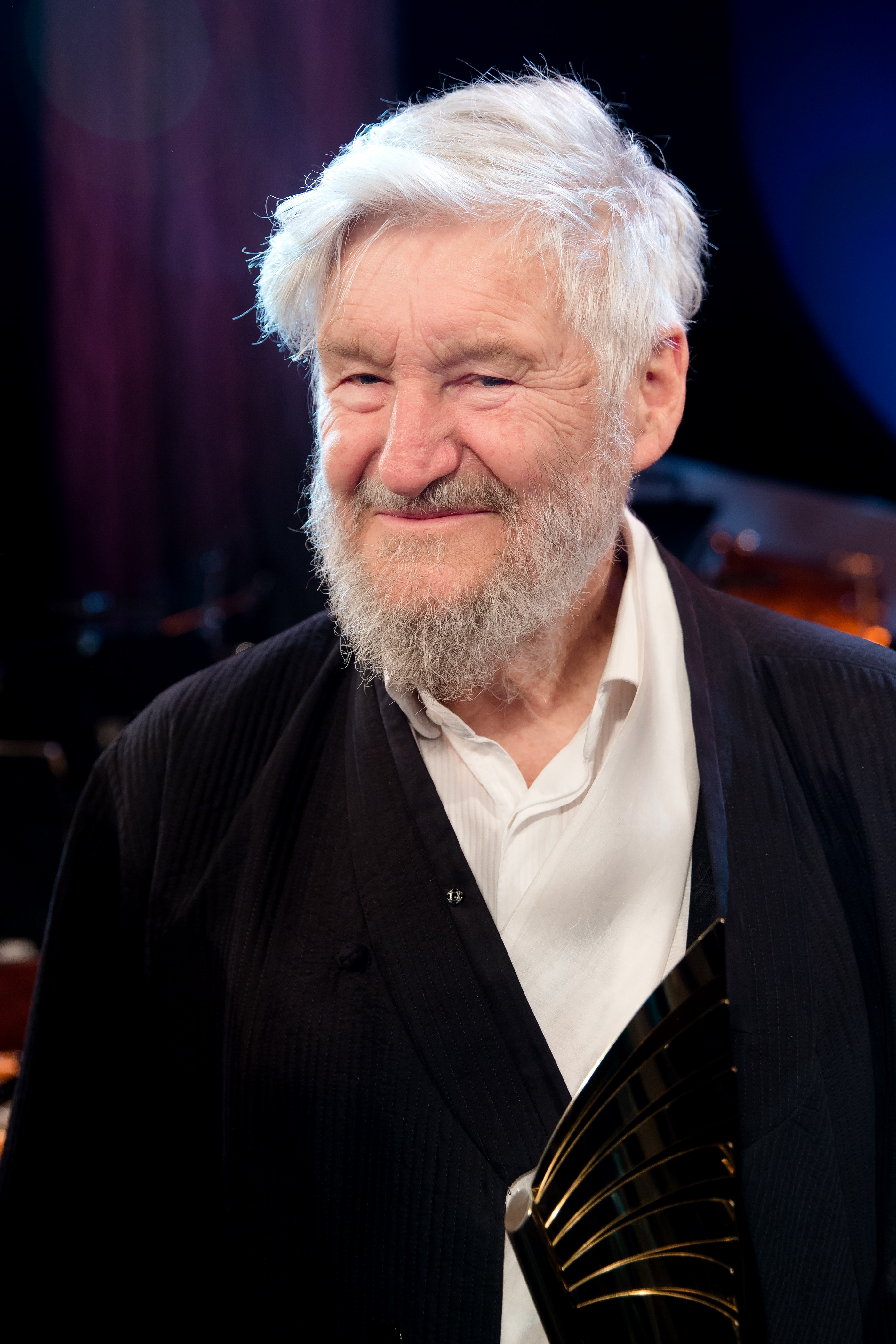
Achim Freyer mit dem Preis für das Lebenswerk

Die Nestroyverleihung 2015 war die 16. Verleihung des Nestroy-Theaterpreises und fand am 2. November 2015 im Ronacher statt. Moderiert wurde die Preisverleihung von Maria Happel und Florian Teichtmeister. Die Gewinner von drei Kategorien (Lebenswerk, Beste Ausstattung und Bestes Stück – Autorenpreis) wurden im Vorfeld am 30. September 2015 gleichzeitig mit den Nominierungen bekannt gegeben. Die bisherige Kategorie Bester Nachwuchs wurde in die beiden Kategorien Bester Nachwuchs weiblich und Bester Nachwuchs männlich aufgeteilt.

## Jury 2015
Die Jury wurde vom Kulturstadtrat der Stadt Wien bestellt und setzte sich aus folgenden Personen zusammen: Margarete Affenzeller (Der Standard), Thomas Gabler (Kronen Zeitung), Wolfgang Huber-Lang (APA), Peter Jarolin (Kurier), Eva Maria Klinger, Wolfgang Kralicek (News), Petra Paterno (Wiener Zeitung), Lothar Schreiner (Bühne). Vorsitzende der Jury ist Karin Kathrein.

## Ausgezeichnete und Nominierte 2015

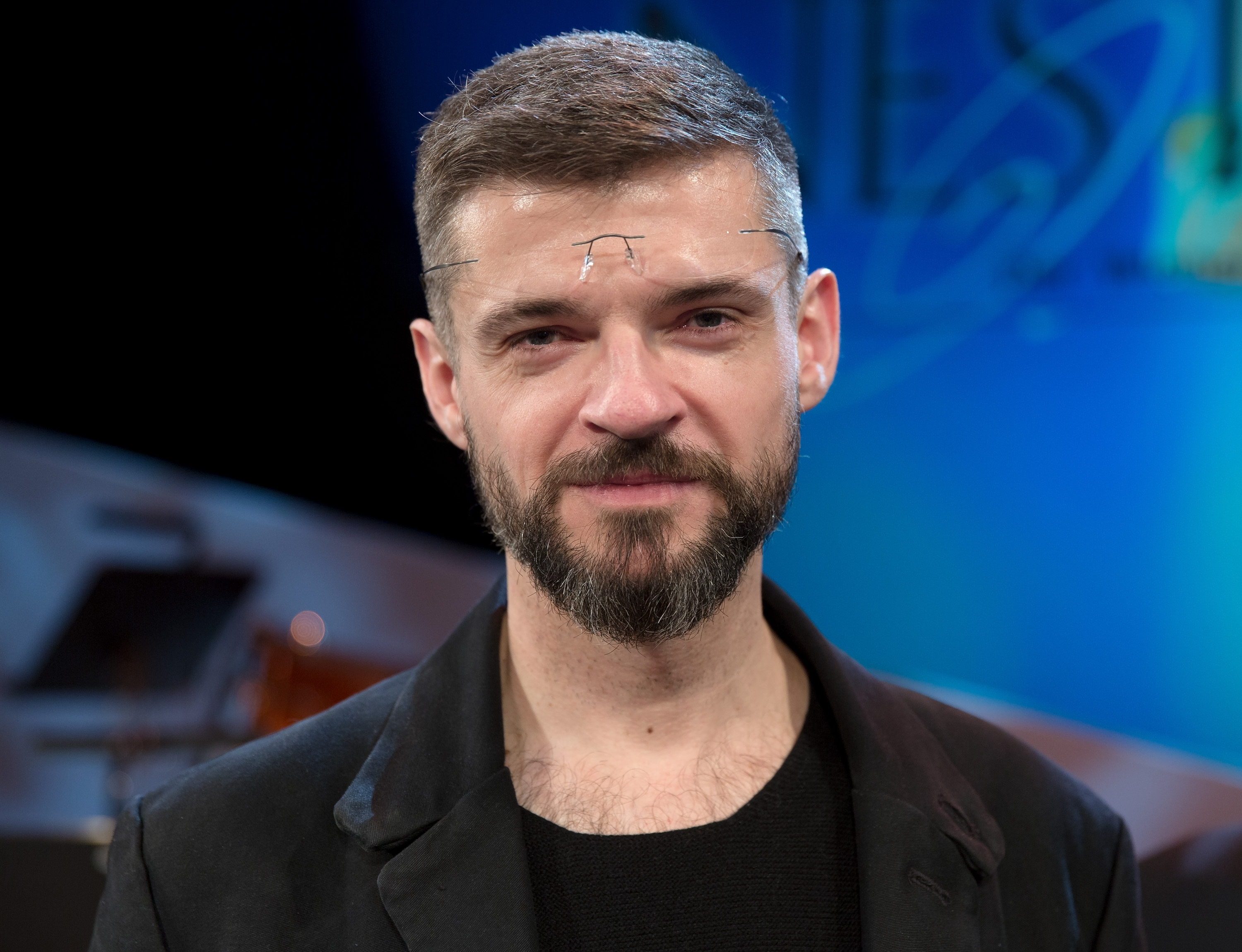
Dušan David Pařízek

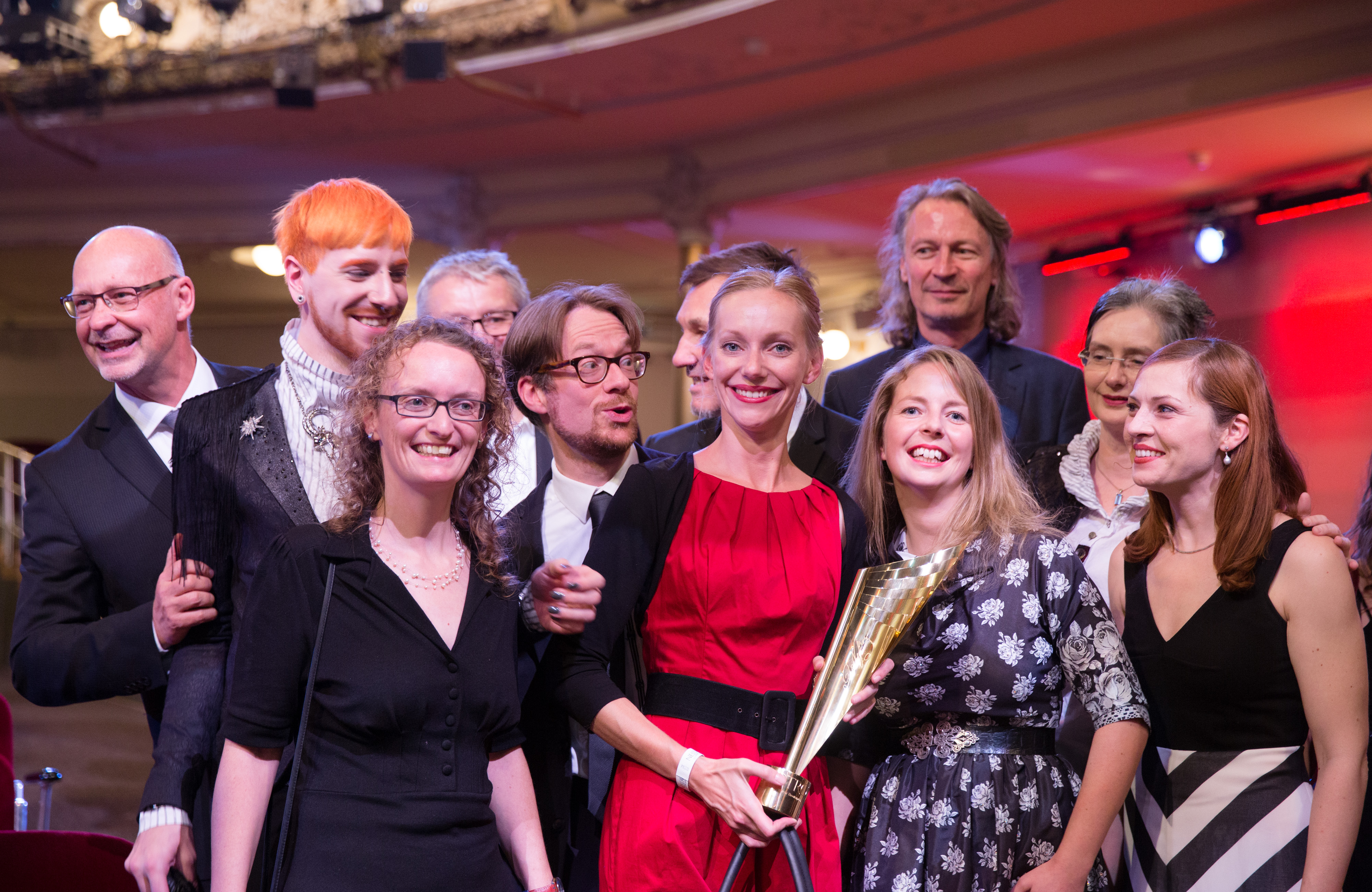
Anna Karenina, Ensemble, Regie & Co.

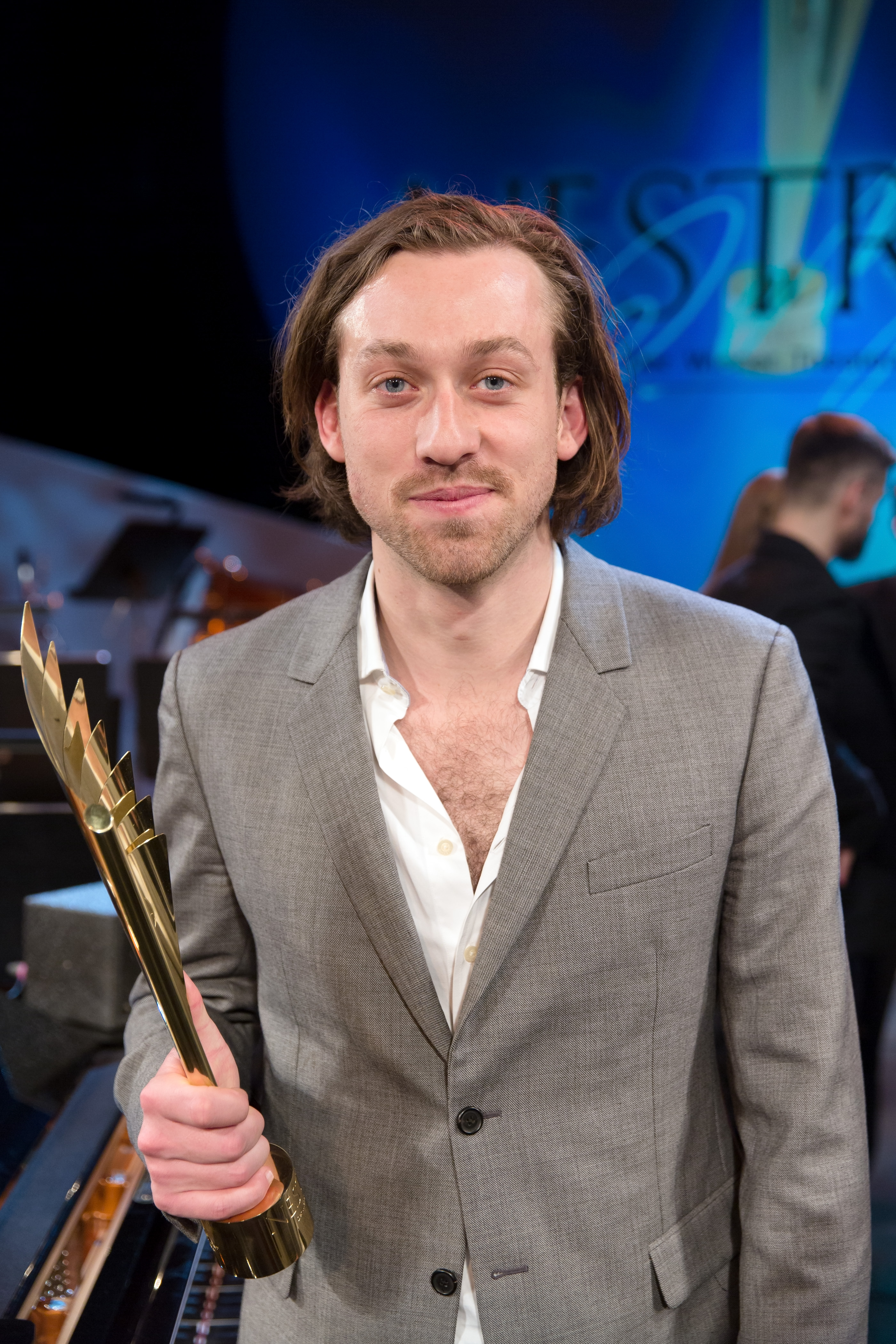
Simon Stone

Anmerkung: Es sind alle Nominierten des Jahres angegeben, der Gewinner steht immer zuoberst. Die Verleihung des Nestroy 2015 bezieht sich auf die Theatersaison 2014/2015.
| Meiste Nestroys:      | John Gabriel Borkman (3 Auszeichnungen) |
| Meiste Nominierungen: | John Gabriel Borkman (5 Nominierungen)  |

### Beste deutschsprachige Aufführung
Die lächerliche Finsternis von Wolfram Lotz – Inszenierung: Dušan David Pařízek, Ort: Akademietheater
der die mann von Konrad Bayer – Inszenierung: Herbert Fritsch, Ort: Volksbühne am Rosa-Luxemburg-Platz Berlin
Warum läuft Herr R. Amok? von Rainer Werner Fassbinder und Michael Fengler – Inszenierung: Susanne Kennedy, Ort: Münchner Kammerspiele

### Beste Bundesländer-Aufführung
Anna Karenina von Armin Petras nach dem Roman von Leo Tolstoi – Inszenierung: Susanne Schmelcher – Tiroler Landestheater Innsbruck
Das Missverständnis von Albert Camus – Inszenierung: Nikolaus Habjan – Schauspielhaus Graz
Der Sturm von William Shakespeare – Inszenierung: Susanne Lietzow – Theater Phönix

### Beste Regie
Simon Stone – John Gabriel Borkman – Akademietheater in Koproduktion mit den Wiener Festwochen und dem Theater Basel
Elmar Goerden – Kafka – Theater in der Josefstadt
Sebastian Nübling – Noise – Koproduktion der Wiener Festwochen mit junges theater basel

### Beste Ausstattung
Ivan Bazak –  Johnny Breitwieser – Schauspielhaus Wien

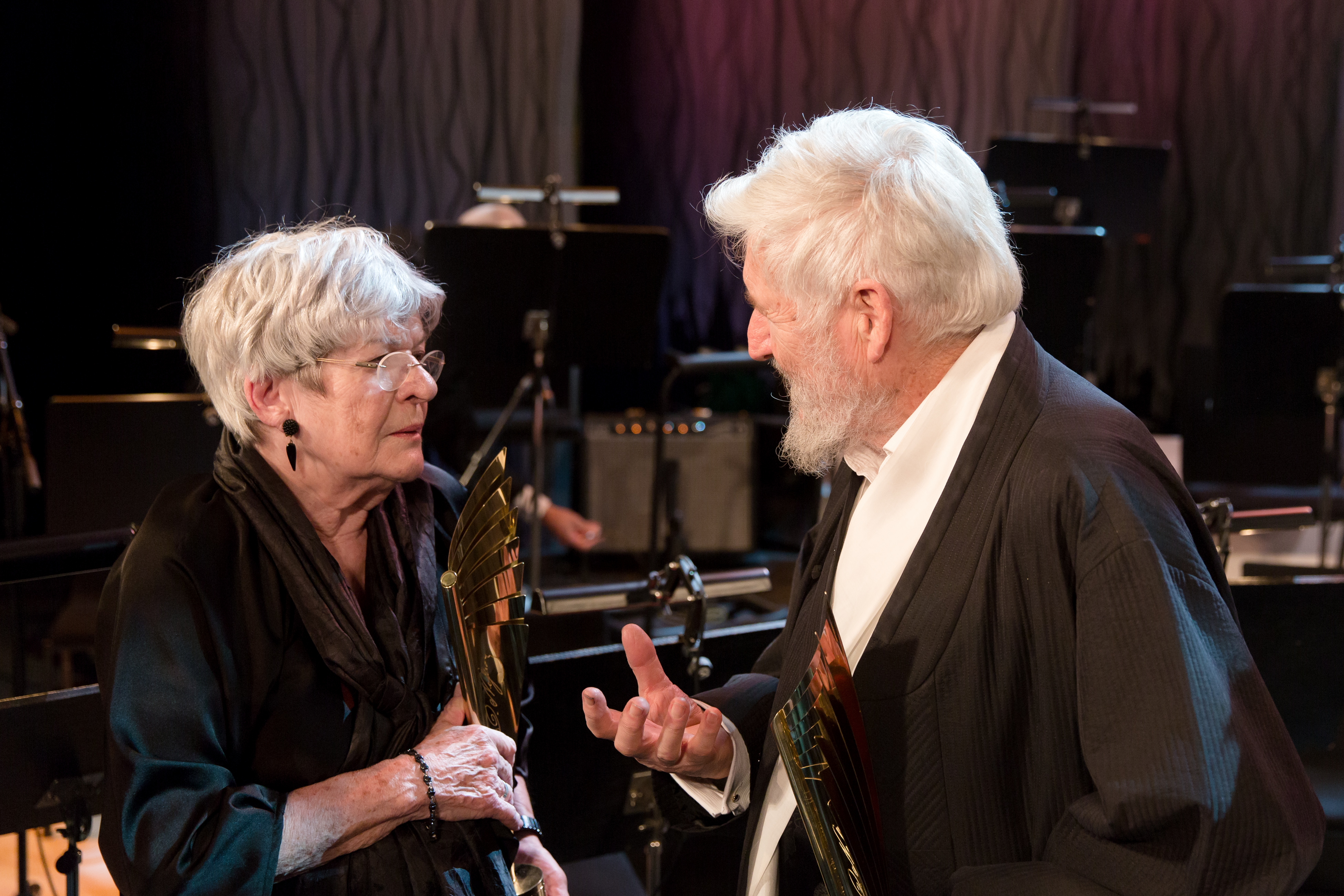
Elisabeth Orth und Achim Freyer

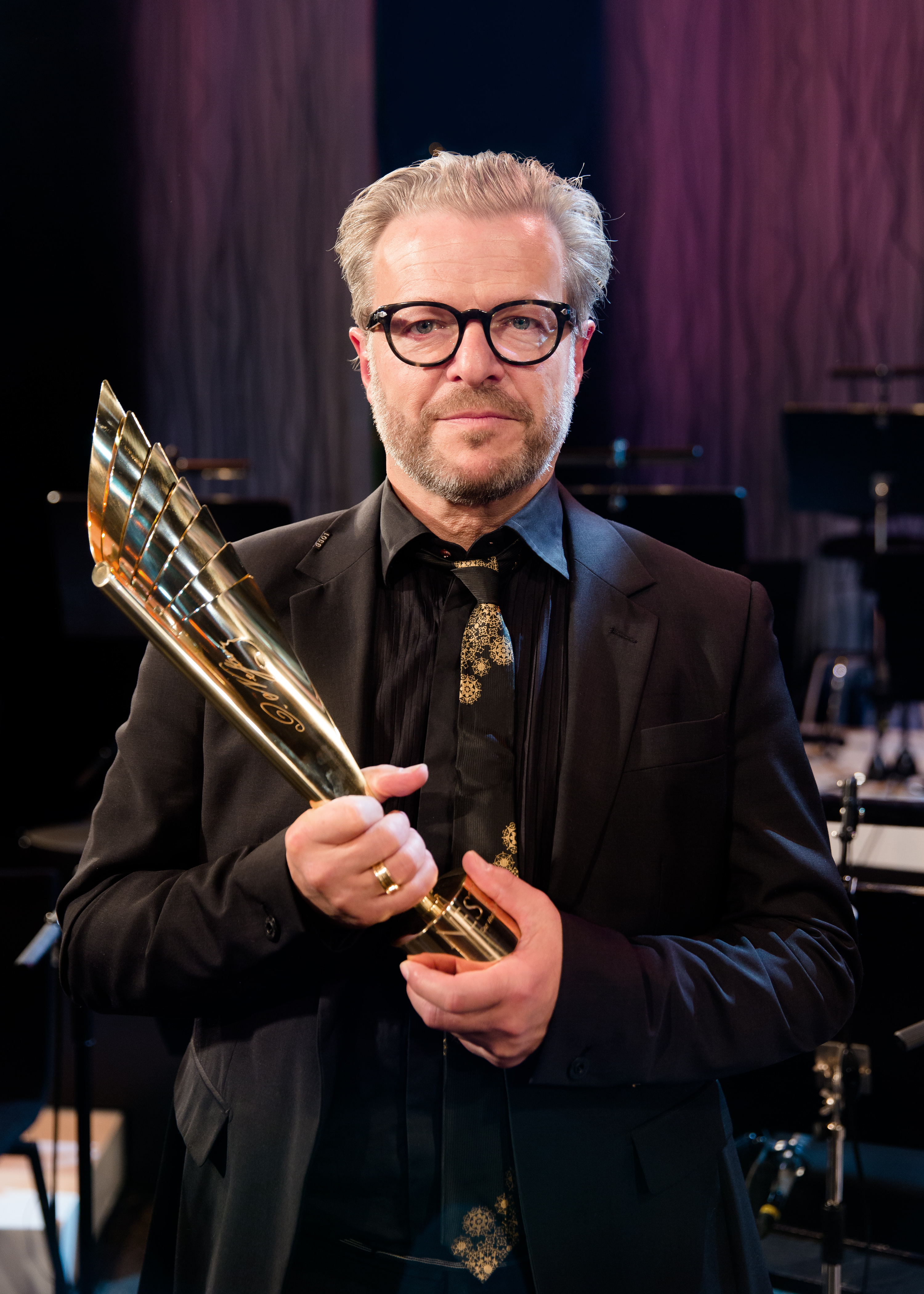
Roland Koch

### Beste Schauspielerin
Elisabeth Orth – die unverheiratete (Die Alte) – Akademietheater
Andrea Jonasson – Am Ziel (Mutter) – Theater in der Josefstadt
Katja Jung – Hunde Gottes (Betty Aligheri) – Schauspielhaus Wien
Birgit Minichmayr – John Gabriel Borkman (Gunhild Borkman) – Akademietheater in Koproduktion mit den Wiener Festwochen und dem Theater Basel
Caroline Peters – John Gabriel Borkman (Ella Rentheim) – Akademietheater in Koproduktion mit den Wiener Festwochen und dem Theater Basel

### Bester Schauspieler
Martin Wuttke – John Gabriel Borkman (John Gabriel Borkman) – Akademietheater in Koproduktion mit den Wiener Festwochen und dem Theater Basel
Steffen Höld – Als ich einmal tot war und Martin L. Gore mich nicht besuchen kam – Schauspielhaus Wien
Michael Maertens – Die Affäre Rue de Lourcine (Mistingue) – Burgtheater
Nicholas Ofczarek – Die Affäre Rue de Lourcine (Lenglumé, Rentier) – Burgtheater
Martin Vischer – Johnny Breitwieser (Johnny Breitwieser) – Schauspielhaus Wien

### Beste Nebenrolle

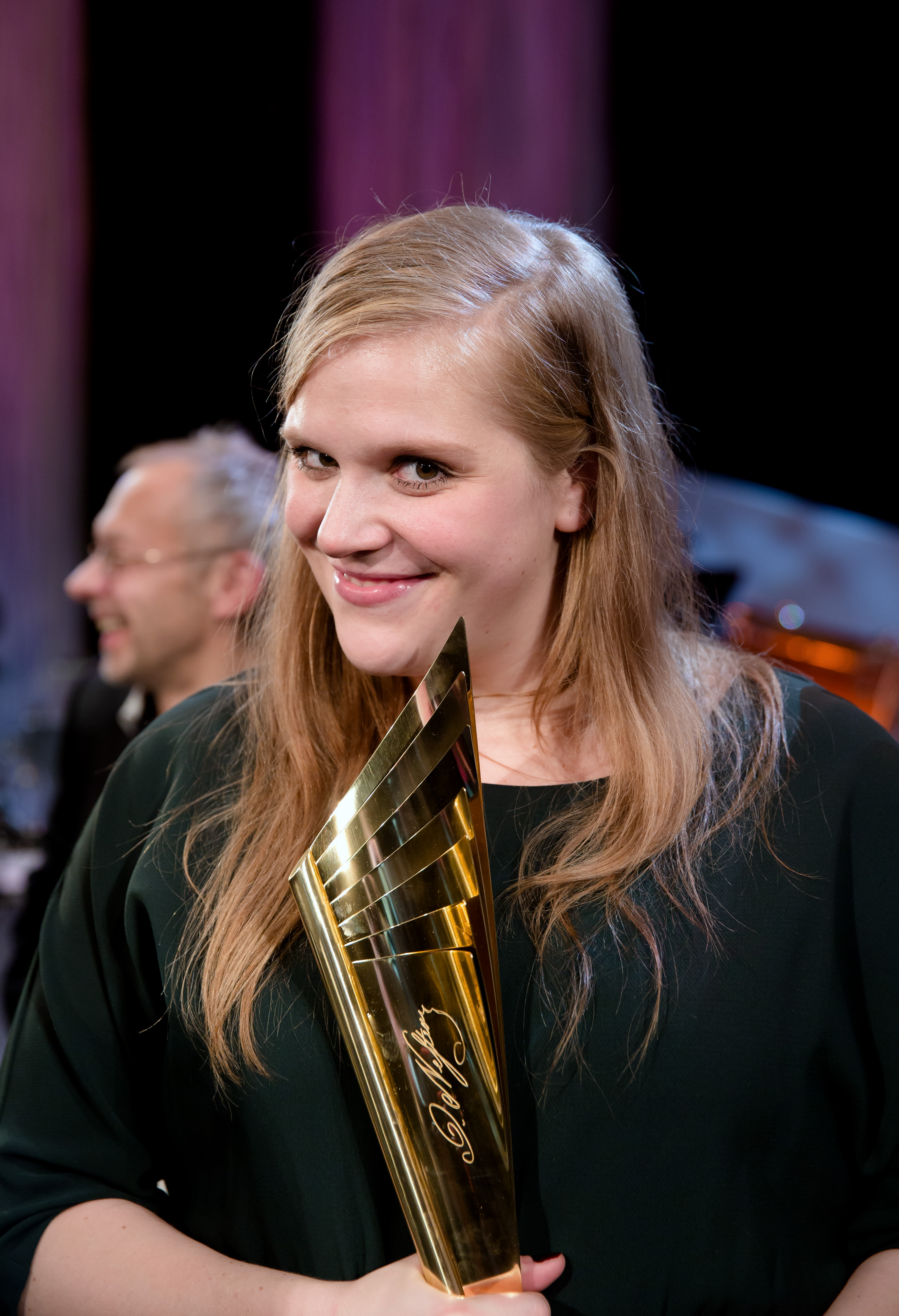
Stefanie Reinsperger

Roland Koch –  John Gabriel Borkman  (Wilhelm Foldal) – Akademietheater in Koproduktion mit den Wiener Festwochen und dem Theater Basel
Herbert Föttinger – Eine dunkle Begierde (Sigmund Freud) – Theater in der Josefstadt
Philipp Hauß –  Antigone (Bote) – Akademietheater
Therese Lohner –  Am Ziel (Tochter) – Theater in der Josefstadt
Matthias Mamedof – Floh im Ohr (Camille Chandebise) –  Wiener Volkstheater

### Bester Nachwuchs weiblich
Stefanie Reinsperger – Die lächerliche Finsternis – Akademietheater
Tanja Raunig – Emil und die Detektive (Pony Hütchen) – Theater der Jugend
Dominique Wiesbauer – Das Schwert des Ostens (Ausstattung) – Rabenhof Theater

### Bester Nachwuchs männlich

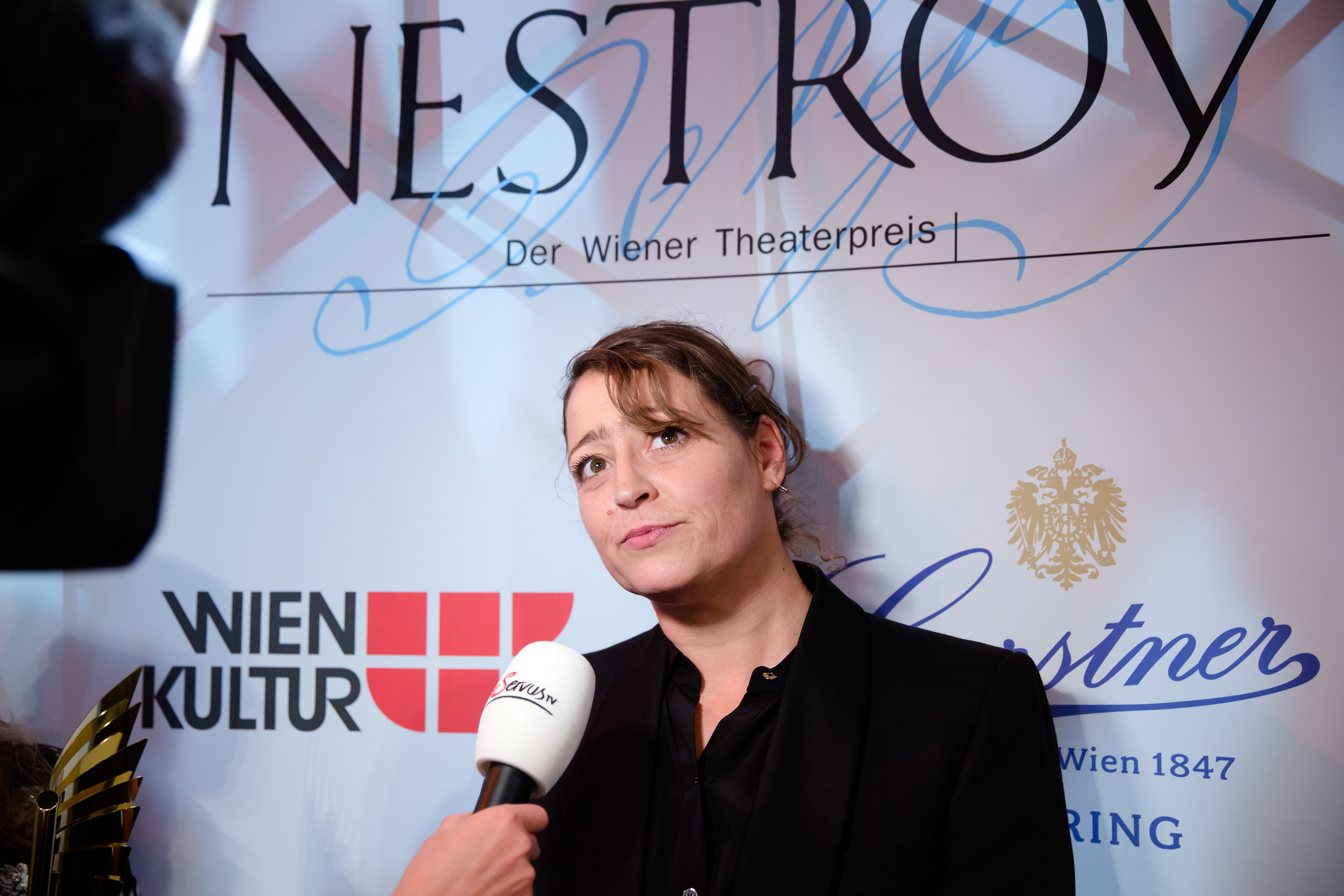
Christine Eder

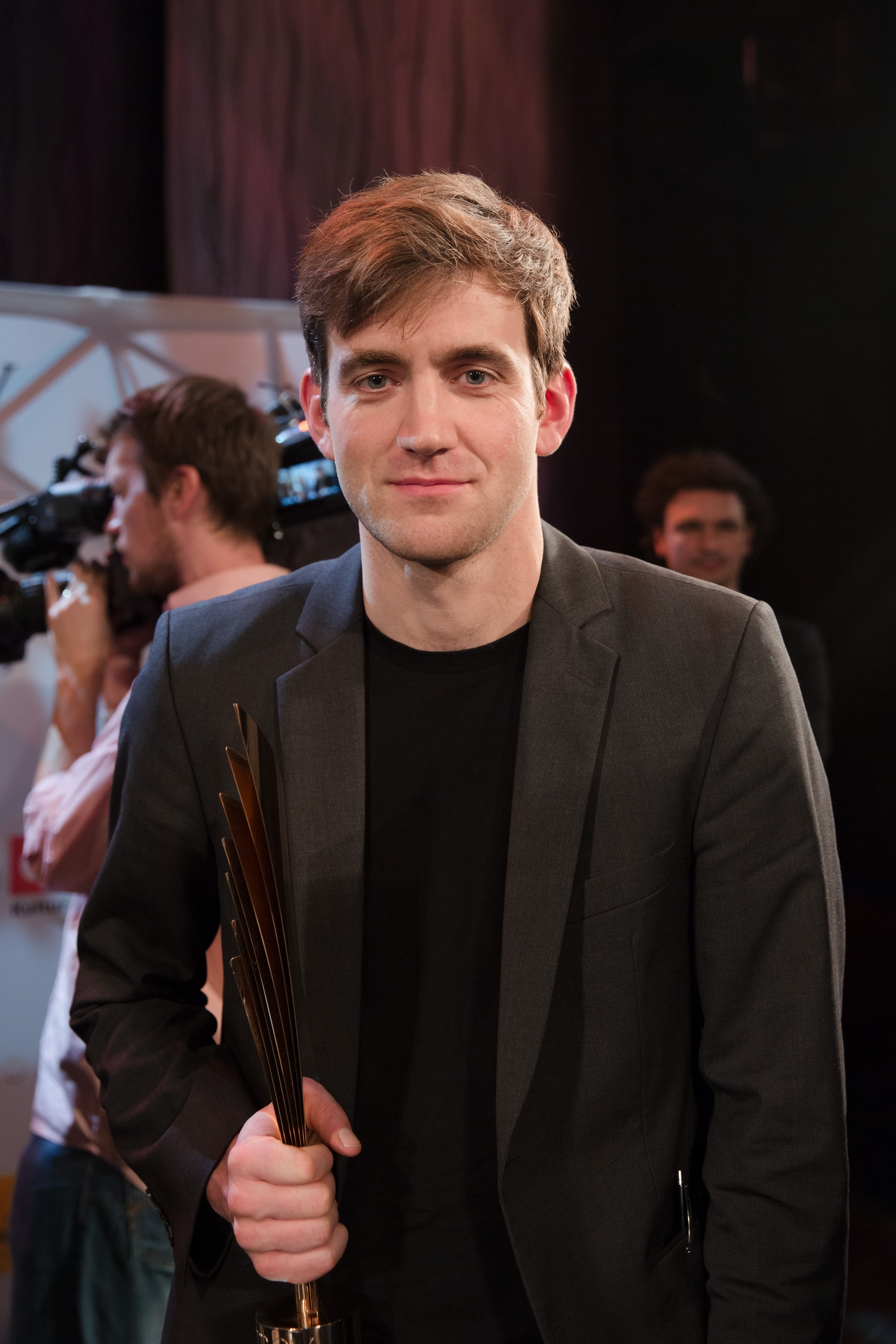
Wolfram Lotz

Benedikt Paulun – Freak (Max) – Theater der Jugend
Alexander Absenger – Kafka und Die Kameliendame (Armand Duval) – Theater in der Josefstadt
Benjamin Vanyek – Kafka ́s Affe oder die Hochzeit des Tieffalls – ateliertheater Reloaded

### Beste Off-Produktion
Proletenpassion 2015 ff – Werk X–Kabelwerk, Regie Christine Eder
Gefährliche Liebschaften – Galerie IM ERSTEN
Pension Europa – Aktionstheater Ensemble in Koproduktion mit Bregenzer Frühling und Werk X

### Bestes Stück – Autorenpreis
Die lächerliche Finsternis – Wolfram Lotz – Akademietheater

### Spezialpreis
Glanzstoff von Felix Mitterer – Glanzstoff-Fabrik St. Pölten, Bürgertheater des Landestheaters Niederösterreich
Maria Bill – Die sieben Todsünden – Volkstheater Wien
The Making of Austria. Eine Revue durch den barocken Museumsquartier-Dachboden – Austrofred – Koproduktion von MuseumsQuartier, Dschungel Wien, Kunsthalle Wien, toxic dreams, Tanzquartier Wien und Performing Center Austria

### Lebenswerk
Achim Freyer

### Publikumspreis
Florian Teichtmeister
Maria Bill, Gregor Bloéb, Regina Fritsch, Andrea Jonasson, Maria Köstlinger, Johannes Krisch, Michael Maertens, Erni Mangold, Birgit Minichmayr, Nicholas Ofczarek, Otto Schenk